# Seznam postav seriálu Sherlock

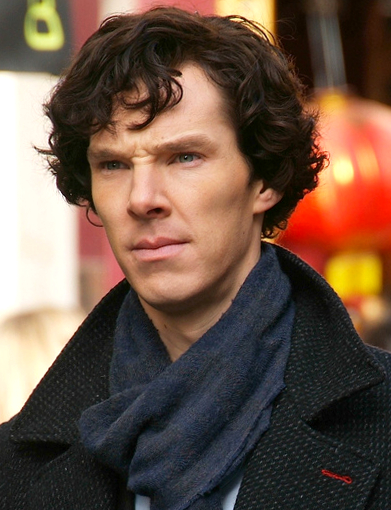
Benedict Cumberbatch jako Sherlock Holmes

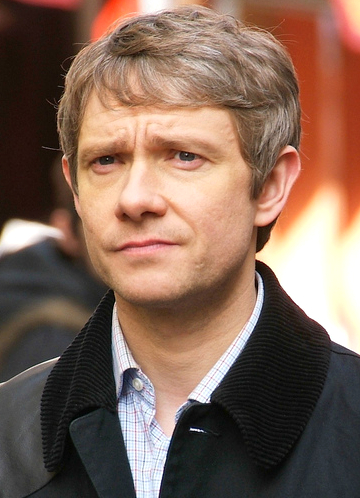
Martin Freeman jako John Watson

Tento článek je seznamem postav seriálu Sherlock vysílaného na BBC One od 25. července 2010. Seriál je moderní variací na příběhy Sherlocka Holmese od Sira Arthura Conana Doylea, vytvořili jej Steven Moffat a Mark Gatiss.

## Obsazení
| Postava                    | Herec                | Řady      | Řady      | Řady      | Řady      | Řady      |
| Postava                    | Herec                | 1         | 2         | 3         | Speciál   | 4         |
| Hlavní                     | Hlavní               | Hlavní    | Hlavní    | Hlavní    | Hlavní    | Hlavní    |
| -------------------------- | -------------------- | --------- | --------- | --------- | --------- | --------- |
| Sherlock Holmes            | Benedict Cumberbatch | hlavní    | hlavní    | hlavní    | hlavní    | hlavní    |
| Dr. John Watson            | Martin Freeman       | hlavní    | hlavní    | hlavní    | hlavní    | hlavní    |
| DI Greg Lestrade           | Rupert Graves        | hlavní    | hlavní    | hlavní    | hlavní    | hlavní    |
| Paní Hudsonová             | Una Stubbs           | hlavní    | hlavní    | hlavní    | hlavní    | hlavní    |
| Mycroft Holmes             | Mark Gatiss          | vedlejší  | hlavní    | hlavní    | hlavní    | hlavní    |
| Molly Hooperová            | Louise Brealey       | vedlejší  | hlavní    | hlavní    | hlavní    | hlavní    |
| James "Jim" Moriarty       | Andrew Scott         | hostující | hlavní    | vedlejší  | hostující | hostující |
| Mary Morstanová-Watsonová  | Amanda Abbington     |           |           | hlavní    | hlavní    | hlavní    |
| Vedlejší                   |                      |           |           |           |           |           |
| Sally Donovan              | Vinette Robinson     | vedlejší  | hostující | hostující |           |           |
| Sarah Sawyer               | Zoe Telford          | vedlejší  |           |           |           |           |
| Philip Anderson            | Jonathan Aris        | hostující | hostující | vedlejší  | hostující |           |
| Ella                       | Tanya Moodie         | hostující | hostující |           |           | hostující |
| Anthea                     | Lisa McAllister      | hostující |           | hostující |           |           |
| Mike Stamford              | David Nellist        | hostující |           |           | hostující |           |
| D.I. Dimmock               | Paul Chequer         | hostující |           |           |           | hostující |
| Irene Adler                | Lara Pulver          |           | hostující | hostující |           |           |
| Janine Hawkins             | Yasmine Akram        |           |           | vedlejší  | hostující |           |
| Paní Holmesová             | Wanda Ventham        |           |           | vedlejší  |           | hostující |
| Pan Holmes                 | Timothy Carlton      |           |           | vedlejší  |           | hostující |
| Charles Augustus Magnussen | Lars Mikkelsen       |           |           | vedlejší  |           |           |
| Tom                        | Ed Birch             |           |           | vedlejší  |           |           |
| Archie                     | Adam Greaves-Neal    |           |           | hostující | hostující |           |
| Lady Smallwood             | Lindsay Duncan       |           |           | hostující |           | vedlejší  |
| Sir Edwin                  | Simon Kunz           |           |           | hostující |           | vedlejší  |
| Bill Wiggins               | Tom Brooke           |           |           | hostující |           | hostující |
| Eurus Holmes               | Sian Brooke          |           |           |           |           | vedlejší  |

## Postavy
| Postava                     | Představitel         | Popis                                                                                 |
| --------------------------- | -------------------- | ------------------------------------------------------------------------------------- |
| Sherlock Holmes             | Benedict Cumberbatch | soukromý detektiv                                                                     |
| Dr. John Watson             | Martin Freeman       | vojenský lékař a společník Sherlocka Holmese                                          |
| DI Greg Lestrade            | Rupert Graves        | detektiv inspektor ze Scotland Yardu                                                  |
| Paní Hudsonová              | Una Stubbs           | domácí Sherlocka a Johna na adrese 221B Baker Street                                  |
| Mycroft Holmes              | Mark Gatiss          | Sherlockův bratr a vládní úředník                                                     |
| Molly Hooperová             | Louise Brealey       | pracuje v nemocnici Sv. Bartoloměje                                                   |
| James "Jim" Moriarty        | Andrew Scott         | úhlavní nepřítel Sherlocka                                                            |
| Mary Morstanová-Watsonová   | Amanda Abbington     | manželka Johna                                                                        |
| Sally Donovanová            | Vinette Robinson     | pracuje u policie                                                                     |
| Sára Sawyerová              | Zoe Telford          | bývalá přítelkyně Johna                                                               |
| Filip Anderson              | Jonathan Aris        | pracuje u policie                                                                     |
| Ella Thompsonová            | Tanya Moodie         | bývalá terapeutka Johna                                                               |
| Anthea                      | Lisa McAllister      | Mycroftova podřízená                                                                  |
| Mike Stamford               | David Nellist        | kamarád Johna který ho seznámil se Sherlockem                                         |
| DI Dimmock                  | Paul Chequer         | detektiv inspektor ze Scotland Yardu                                                  |
| Irene Adlerová              | Lara Pulver          | domina                                                                                |
| Janine Hawkinsová           | Yasmine Akram        | falešná přítelkyně Sherlocka                                                          |
| Paní Holmesová              | Vanda Wentham        | matka Sherlocka a Mycrofta                                                            |
| Pan Holmes                  | Timothy carlton      | otec Sherlocka a Mycrofta                                                             |
| Charles Augustus Magnussen  | Lars Mikkelsen       | Napoleon mezi vyděrači                                                                |
| Tom                         | Ed Birch             | přítel Molly                                                                          |
| Archie                      | Adam Graves-Neal     | malý služebník Sherlocka                                                              |
| Lady Elizabeth Smallwoodová | Lindsday Duncan      | vládní úřednice                                                                       |
| Sir Edwin                   | Simon Kunz           |                                                                                       |
| Bill Wiggins                | Tom Brooke           | bezdomovec, kterého Sherlock přijal za svého pomocníka                                |
| Eurus Holmesová             | Sian Brooke          | sestra Sherlocka a Mycrofta zmiňovaná ve 3. řadě jako Východní vítr, terapeutka Johna |